# تپه سرخان تپه‌سی
تپه سرخان تپه سی مربوط به دوران پیش از تاریخ ایران باستان - عصر آهن - سده‌های اوّلیه دوران‌های تاریخی پس از اسلام است و در شهرستان گرمی، بخش موران، دهستان اجارود شرقی، روستای اروج آباد واقع شده و این اثر در تاریخ ۱۲ دی ۱۳۸۶ با شمارهٔ ثبت ۲۰۳۴۳ به‌عنوان یکی از آثار ملی ایران به ثبت رسیده است.